# Veryan Weston

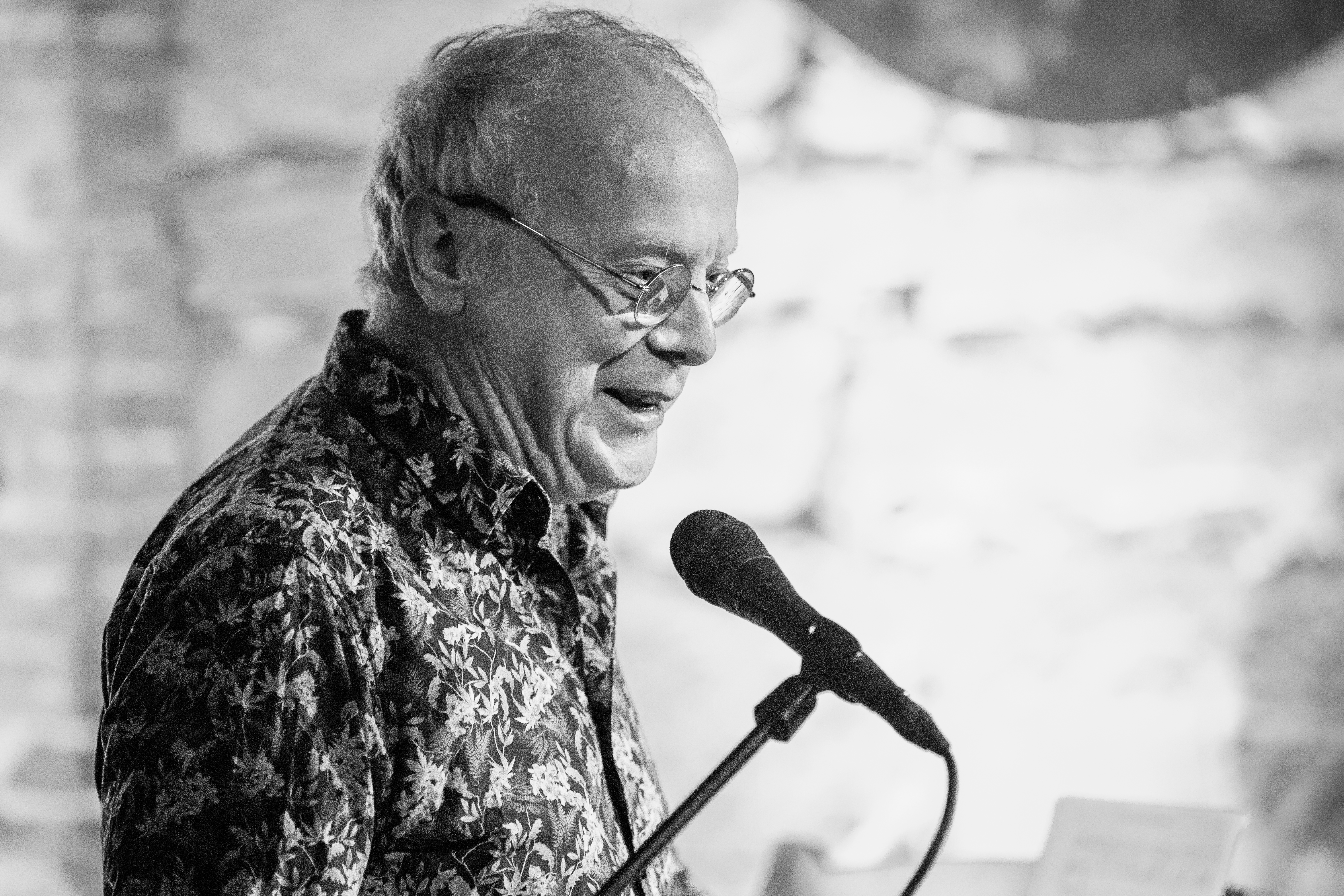
Veryan Weston auf der Bühne in Smeltehytta, Kongsberg 2024
Foto von Tore Sætre

Veryan Weston (* 3. September 1950 in Uckfield, Sussex) ist ein britischer Pianist des Creative Jazz und der europäischen Improvisationsmusik.

## Leben und Wirken
Veryan Weston kam 1972 aus seiner Heimat Cornwall nach London und war als freischaffender Jazzpianist und Improvisor im Little Theatre Club tätig. Mit Unterstützung des Digswell Arts Trust in Hertfordshire schrieb er 1975 mit finanzieller Unterstützung des Arts Council of Great Britain ein Buch über Piano-Improvisation. Währenddessen arbeitete er mit der Formation Stinky Winkles, für die er auch komponierte. Mit der Gruppe wurde er 1979 zum Young Musician of 1979 von der Greater London Arts Association gewählt und gewann drei Preise in Frankreich, Spanien und Polen. In der Folgezeit arbeitete er auch mit Künstlern der Videokunst zusammen, hatte 1979 eine Ausstellung und eine Solo-Performance im Londoner Victoria & Albert Museum, 1980 trat er auf dem Hammersmith Jazz Festival mit dem Künstler Stephen Cochrane auf. In dieser Zeit komponierte und spielte er auch Musiken für Filme, wie mit Lol Coxhill für Derek Jarmans „Caravaggio“ (1985). Sein zunehmendes Interesse für Multimedia-Projekte mündete im Besuch von Kursen im Bereich Performance Art an der Middlesex Polytechnic Schule; 1990 erwarb er einen Master-Abschluss in Musik-Komposition am Goldsmith's College der Universität London. Danach arbeitete er kurz als Dozent an der Bretton Hall and Middlesex University.
Während der 1980er- und frühen 1990er-Jahre arbeitete er vor allem mit Eddie Prévost in dessen Quartett, außerdem mit Trevor Watts, in Duett-Formationen mit Lol Coxhill, mit Jon Rose, Caroline Kraabel und mit Phil Minton. Außerdem spielte er im Duo mit dem Posaunisten Günter Heinz und in Ensemble-Projekten von Minton, wie dem riverun-Projekt des Phil Minton Quartetts mit John Butcher und Roger Turner, sowie im London Improvisers Orchestra. Er spielte auf zahlreichen wichtigen Festivals in Europa, Kanada und Indien.

## Diskographische Hinweise
Alben unter eigenem Namen
- Underwater Carol (Soloalbum, 1972–87, Matchless)
- Playing Alone (1996, Acta)
- Phil Minton/Veryan Weston: Songs from a Prison Diary (1990, Leo Records, mit Maggie Nicols und Chor)
- Tessellations for Lutheal Piano (Emanem, 2003) solo
- Veryan Weston/John Edwards/Mark Sanders: Mercury Concert (Emanem, 1998); Gateway to Vienna (Emanem, 2004)
- Veryan Weston / Leo Svirsky / The Vociferous Choir: Different Tesselations (Emanem, 2011, mit Annette Giesriegl, Anush Apoyan, Dorothea Jaburek, Franz Schmuck, Iris Ederer, Patrik Thurner, Siruan Küng, Sofija Knezevic)
- Trevor Watts & Veryan Weston: 5 More Dialogues (2011)
- Veryan Weston / Ingrid Laubrock / Hannah Marshall: Haste (Emanem, 2012)
- Veryan Weston, Trevor Watts Dialogues for Ornette! (FMR, 2015)
- Discoveries on Tracker Action Organs (Emanem, 2016)
- Veryan Weston, Pei Ann Yeoh, Beibei Wang: As You Hear – 4 Seasonings (Fundacja Słuchaj, 2019)
- Lol Coxhill, John Russell, Veryan Weston, Sabu Toyozumi: Musashi as the Water (Chap Chap Records, 2020)

Als Sideman
- John Butcher: Music on Seven Occasions (Meniscus, 1998)
- Lol Coxhill: Joy of Paranoia (Ogun), Digswell Duets (Random Radar), The Inimitable Lol Coxhill (Chabada)(79-84).
- Phil Minton: Ways (1987), Ways Past (1992, ITM records)
- Phil Minton Quartett: A Mouthful of Ecstasy (1996, Victo Records)
- Eddie Prevost Quartet: Continuum (1983, Matchless)